# Cryptophagus reichardti
Cryptophagus reichardti is een keversoort uit de familie harige schimmelkevers (Cryptophagidae). De wetenschappelijke naam van de soort werd in 1936 gepubliceerd door Nils Bruce.